# Astroworld (album)
Astroworld – trzeci, studyjny album amerykańskiego rapera Travisa Scotta. Został wydany 3 sierpnia 2018 roku przez Cactus Jack Records, Epic Records i Grand Hustle Records. Album zawiera gościnne wokale artystów takic jak Kid Cudi, Frank Ocean, Drake, The Weeknd, James Blake, Swae Lee, Gunna, Philip Bailey, Nav, 21 Savage, Quavo, Takeoff, Juice Wrld, Sheck Wes, Don Toliver i innych. Produkcję obsługiwało wielu producentów, w tym Mike Dean, Allen Ritter, Hit-Boy, WondaGurl, Tay Keith, Tame Impala, Frank Dukes, Sonny Digital i Thundercat.
Astroworld zyskał szczególną popularność przez trzy single: Butterfly Effect, Sicko Mode i Yosemite. Płyta zyskała uznanie krytyków i osiągnęła dobre wyniki komercyjne, debiutując na amerykańskim Billboard 200 z 527 000 kopii, z czego 270 000 albumów to czysta sprzedaż. Został certyfikowany podwójną platyną przez Recording Industry Association of America. Astroworld został nominowany do Best Rap Album na 61. dorocznej gali Annual Grammy Awards z singlem "Sicko Mode", nominowanym do nagród "Best Rap Performance" i "Best Rap Song".

## Znaczenie tytułu
Tytuł albumu został ogłoszony w maju 2016 roku i początkowo cieszył się niezadowoleniem fanów z powodu wydania dopiero w 2017 roku. Tytuł albumu pochodzi od nieistniejącego parku rozrywki Six Flags AstroWorld, który znajdował się w Houston w Teksasie przed jego zamknięciem w 2005 roku. W wywiadzie dla GQ z 2017 roku Scott wypowiedział się na temat tytułu albumu: "Zburzyli AstroWorld na potrzebę większej ilości apartamentowców, brzmi to tak, jak zabranie parku rozrywki z dala od dzieci. Chcemy go z powrotem. Chcemy odzyskać ten park rozrywki. Właśnie dlatego tak nazwałem mój album." Scott opisał album jako kontynuację jego debiutanckiego albumu, Rodeo (2015), stwierdzając: "Cały mój pomysł polegał na tym, że jeśli utknąłeś w Rodeo, na pewno pozostaniesz w Astroworld. To był mój drugi album, musiałem się śpieszyć, bo jak powiedziałem, miałem wszystkie te pomysły, po prostu musiałem zrealizować je naprawdę szybko, ale teraz w końcu wracam z Astroworld."

### Nagrania
Nagrywanie albumu odbyło się w latach 2016−2018, a Travis Scott publikował aktualizacje za pośrednictwem mediów społecznościowych. W lipcu 2018 roku donoszono, że Scott kończył album na Hawajach z różnymi artystami i producentami muzycznymi, takimi jak Mike Dean, Nav, Frank Dukes, Sonny Digital, WondaGurl, Sheck Wes, Gunna, Wheezy, Don Toliver, Allen Ritter i Amir "Cash" Esmailian.

## Kompozycja
Astroworld to hiphopowy album, zawierający elementy trapu i muzyki psychodelicznej. Stargazing został opisany jako piosenka gatunku "psychedelic trap", natomiast Coffee Bean łączy "old-schoolowe, hip hopowe terytorium z rozsmakowaną funkową gitarą". Utwór "Skeletons" został oznaczony przez Pitchfork jako "kalejdoskopowy-pop", który czerpie wpływy liryczne z muzyki Kanyego Westa.

## Okładka albumu
Okładka została wykonana przez amerykańskiego fotografa Davida LaChapelle'a i przedstawia gigantyczną, złotą, dmuchaną głowę Scotta jako wejście do parku rozrywki, a także stojące przed nim dzieci, rodzice i pracownicy parku. Druga okładka posiada takie same wejście do parku rozrywki, jednakże w porze nocnej, zastępując przyjazne dla rodzin funkcje treścią dla dorosłych. W dniu 1 sierpnia 2018 r., model transpłciowych Amanda Lepore, która jest znanym współpracownikiem LaChapelle, zakwestionowała, dlaczego została wykluczona z ostatecznej wersji drugiej okładki. LaChapelle odpowiedział później, stwierdzając, że było to spowodowane obecnością innych modeli na okładce.
We wrześniu 2018 r. TMZ poinformowało, że artysta Frank Ocean, którego osoba pojawiła się w albumie, złożył zażalenie przeciwko Scottowi, aby usunąć jego wers z utworu Carousel z powodu nieporozumień związanych z dźwiękiem utworu. Ocean wkrótce wydał wyjaśnienie, stwierdzając: "Wydaje mi się, że piosenka brzmi fajnie [...] Zatwierdziłem ją, zanim wyszła, więc moje niezadowolenie i zaniechanie nie było związane z muzyką, a chodziło tu o ️tolerancję. Ja i Travis rozwiązaliśmy to między sobą kilka tygodni temu." Wykorzystanie przez Oceana flagi pychy było postrzegane jako odniesienie do kontrowersyjnego usunięcia Amandy Lepore z okładki albumu.

## Wydanie i promocja
W maju 2017 r. Scott przesłał trzy utwory na platformę SoundCloud – A Man, Green and Purple z Playboi Carti i Butterfly Effect. Butterfly Effect został wydany 15 maja 2017 r., jako główny singel albumu. Znalazł się on na 50. pozycji na amerykańskim Billboard Hot 100. Singel Watch z udziałem Kanye Westa i Lil Uzi Verta został wydany 4 maja 2018 roku. Piosenka znalazła się na 16. miejscu na amerykańskim Billboard Hot 100.
27 lipca 2018 roku gigantyczna rzeźba głowy Scotta pojawiła się na szczycie sklepu Amoeba Music w Los Angeles. Wiele kopii owej rzeźby pojawiło się w różnych innych miejscach, w tym w rodzinnym mieście Scotta, w Houston w Teksasie. Po znaczących spekulacjach internetowych, data wydania Astroworld została ogłoszona 30 lipca 2018 roku za pośrednictwem mediów społecznościowych, wraz ze zwiastunem albumu, który zawierał utwór "Stargazing".
Po wydaniu ukazał się odcinek Wav Radio na Beats 1 z Chase B. Wydano trzy utwory, nie licząc utworów: Houdini z Playboi Cartim, Zoom z Gunną i Part Time. Teledysk do utworu Stop Trying to Be God został wydany 6 sierpnia 2018 w reżyserii Dave’a Meyersa. Scott wykonał na żywo składankę trzech piosenek podczas 2018 MTV Video Music Awards.
Sicko Mode został puszczony w rytmicznym, współczesnym, miejskim radiu 21 sierpnia 2018 roku, jako drugi singiel albumu. Zadebiutował na pierwszym miejscu na liście Billboard Hot 100 w USA. Yosemite zadebiutowało w radiu 20 listopada 2018 r. jako trzeci singiel albumu.
Pierwotne wydanie bez przypisanych punktów na liście utworów, zostało dodane do albumu w grudniu 2018 roku w Apple Music i iTunes.

## Odbiór krytyczny
Astroworld spotkało się z uznaniem krytyków. W Metacritic, który przypisuje znormalizowaną ocenę 0-100, do recenzji z głównych publikacji, album uzyskał średnią ocenę 85, na podstawie 19 recenzji. Jordan Bassett z NME dał albumowi doskonałą ocenę, wychwalając gościnne występy wykonawcy i oceniając utwór "Stop Trying to Be God" jako "rekord niezwykłej sprawności", opisując Coffee Bean jako "utwór, który zamyka zakres i ambicje Astroworld. " Bassett stwierdził: "To jest dźwięk muzykanta, który pracował nad ukształtowaniem całego świata, imperium wokół siebie – możemy zaglądać do środka, ale z daleka, odgadując jego motywy i życie za aksamitną liną". Z podobnym uznaniem, Kassandra Guagliardi z Exclaim! doszedł do wniosku, że Astroworld "pokazuje ewolucję Travisa Scotta jako artysty i jest to jego najbardziej dopracowany, pomysłowy i warty uwagi projekt". Roisin O’Connor z The Independent opisał Astroworld jako "futurystyczny rekord z praktycznie bezbłędną produkcją, który pozostaje w umyśle długo po finałowym utworze " i nazwał go "najbardziej pracochłonnym dziełem w karierze rapera". W Forsequ of Sound Wren Graves napisał, że Astroworld to "album pełen infekcyjnych przepływów i atmosferycznych rytmów". Thomas Hobbs z Highsnobiety stwierdził, że Astroworld "zostanie zapamiętany w momencie, gdy Travis Scott wyprodukował utwór zasługujący na zamieszki, które jest w stanie wzbudzić. To szalenie zabawna jazda cyrkowa, Travis Scott rozpaczliwie potrzebował świetnego albumu by usprawiedliwić hype, a wraz z Astroworld mógłby po prostu mieć klasykę."
Larry Fitzmaurice z Pitchfork określił Astroworld jako najsilniejszy album Scotta do tej pory, stwierdzając, że "jego umiejętności jako kuratora pomagają wyrzeźbić lepki, wilgotny, psychodeliczny świat z olśniewającą produkcją i dziwnymi przyjemnościami na każdym kroku". Andrew Barker z Variety powiedział:" Na 17 torach, Astroworld nie jest pozbawiony wypełniacza – funkcja 21 Savage w piosence "NC-17" jest misternie finezyjna, a Can't Say i Houstonfornication nigdy nie nabierają kształtu – ale rzadko kiedy album wydaje się leniwy lub mało inspirujący." Dla Rolling Stone Christopher R. Weingarten komplementował pierwszą połowę albumu, choć uważano, że jej druga część jest stosunkowo słabsza.

## Lista utworów
| CD  | CD                                                                                       | CD | CD                                                                        | CD      |
| Nr  | Tytuł utworu                                                                             | Autor | Producent                                                                 | Długość |
| --- | ---------------------------------------------------------------------------------------- | --- | ------------------------------------------------------------------------- | ------- |
| 1.  | „Stargazing”                                                                             | Jacques Webster, Sonny Uwaezuoke, Brandon Korn, Brandon Whitfield, Samuel Gloade, Cydel Young, Jamie Lepe, Mike Dean, LaMont Porter | Sonny Digital. B Wheezy, B Korn, 30 Roc, Travis Scott, Dean, Allen Ritter | 4:31    |
| 2.  | „Carousel” (featuring Frank Ocean)                                                       | Jacques Webster, Christopher Breaux, Chauncey Hollis, Rick Rubin, Adam Horovitz, Adam Yauch, Michael Diamond | Hit-Boy, Rogét Chahayed, Dean                                             | 3:00    |
| 3.  | „Sicko Mode” (featuring Drake, Swae Lee i Big Hawk)                                      | Jacques Webster, Aubrey Graham, Khalif Brown, John Edward Hawkins, Hollis, Ozan Yildirim, Young, Tim Gomringer, Kevin Gomringer, Mirsad Dervic, Chahayed, Brytavious Chambers, Dean, Luther Campbell, Harry Wayne Casey, Richard Finch, Christopher Wallace, Osten Harvey, Bryan Higgins, Trevor Smith, James Jackson, Malik Taylor, Keith Elam, Christopher Martin, Kamaal Fare, Ali Shaheed Jones-Muhammad, Tyrone Taylor,Fred Scruggs, Kirk Jones, Chylow Parker | Hit-Boy, OZ, Tay Keith, Cubeatz, Chahayed, Dean                           | 5:12    |
| 4.  | „R.I.P. Screw” (featuring Swae Lee)                                                      | Jacques Webster, Brown, rocon Roberts, Dean | FKi 1st, Travis Scott, Dean                                               | 3:05    |
| 5.  | „Stop Trying to Be God” (featuring James Blake, Kid Cudi, Philip Bailey i Stevie Wonder) | Jacques Webster, James Blake, Dean, K. Gomringer, T. Gomringer, Joshua Adams | Travis Scott, J Beatzz, Dean, Cubeatz                                     | 5:38    |
| 6.  | „No Bystanders” (featuring Juice Wrld i Sheck Wes)                                       | Jacques Webster, Khadimoul Fall, Jarad Higgins, Ebony Oshunrinde, Dean, Bryan Simmons, Young, Björk Guðmundsdóttir, Sigurjón Sigurdsson, Paul Beauregard, Ricky Dunigan, Jordan Houston, Lola Mitchell, Darnell Carlton, Robert Phillips | WondaGurl, Dean, David Stromberg, Gezin 808 Mafia                         | 3:38    |
| 7.  | „Skeletons” (featuring Pharrell Williams, Tame Impala i The Weeknd)                      | Jacques Webster, Abel Tesfaye, Kevin Parker, Williams, Kanye West, Reine Fiske, Dean | Tame Impala, Travis Scott                                                 | 2:25    |
| 8.  | „Wake Up” (featuring The Weeknd)                                                         | Webster, Tesfaye, Adam Feeney, Rupert Thomas, Nima Jahanbin, Paimon Jahanbin, Dean, Kaan Guneksberg | Frank Dukes, Sevn Thomas, Wallis Lane, John Mayer                         | 3:52    |
| 9.  | „5% Tint”                                                                                | Jacques Webster, Roberts, Dean, Rico Wade, Patrick Brown, Ray Murray, Cameron Gipp, Willie Knighton Jr., Robert Barnett | FKi 1st, Dean                                                             | 3:16    |
| 10. | „NC-17” (featuring 21 Savage)                                                            | Webster, Shayaa Joseph, Matthew Samuels, Johnny Stefene, T. Gomringer, K. Gomringer, Ritter, Dean | Doi-1da, Cubeatz, Ritter, Dean                                            | 2:37    |
| 11. | „Astrothunder”                                                                           | Webster, Feeney, Stephen Bruner, Mayer, Matthew Tavares, Tommy Paxton-Beesley | Travis Scott, Frank Dukes, Thundercat, Mayer, Matty, River Tiber, Vegyn   | 2:23    |
| 12. | „Yosemite” (featuring Gunna i Nav)                                                       | Webster, Sergio Kitchens, Navraj Goraya, June James, Chandler Durham, Ramiro Morales | James, Turbo, Ramy                                                        | 2:30    |
| 13. | „Can't Say” (featuring Don Toliver)                                                      | Webster, Don Toliver, Oshunrinde, James Austin Cyr | WondaGurl, London Cyr, Dean                                               | 3:18    |
| 14. | „Who? What!” (featuring Quavo i Takeoff)                                                 | Webster, Ronald LaTour, Gloade, Quavious Marshall, Kirshnik Ball, Feeney, Porter, Brock Korsan | Cardo, 30 Roc                                                             | 2:56    |
| 15. | „Butterfly Effect”                                                                       | Webster, Shane Lindstrom, Donald Paton | Murda Beatz, Felix Leone                                                  | 3:11    |
| 16. | „Houstonfornication”                                                                     | Webster, Thomas, N. Jahanbin, P. Jahanbin, Samuels | Sevn Thomas, Wallis Lane                                                  | 3:38    |
| 17. | „Coffee Bean”                                                                            | Webster, Young, Paul Jefferies, Tim Suby, Dean | Nineteen85, Suby, Dean                                                    | 3:29    |

## Wyróżnienia
| Publikacja           | Lista                            | Ranking |
| -------------------- | -------------------------------- | ------- |
| Uproxx               | The 50 Best Albums of 2018       | 1       |
| The Independent      | The 40 Best Albums of 2018       | 13      |
| The Guardian         | The 50 Best Albums of 2018       | 28      |
| Rolling Stone        | 50 Best Albums of 2018           | 6       |
| Pitchfork            | The 50 Best Albums of 2018       | 23      |
| Okayplayer           | The Best Albums of 2018          | 4       |
| NPR Music            | The 50 Best Albums of 2018       | 35      |
| Noisey               | Noisey`s 100 Best Albums of 2018 | 7       |
| NME                  | Best Albums of the Year 2018     | 19      |
| Highsnobiety         | The 25 Best Albums of 2018       | 6       |
| Exclaim!             | Top 10 Hip-Hop Albums of 2018    | 6       |
| Entertainment Weekly | 20 Best Albums of 2018           | 20      |
| Complex              | 50 Best Albums of 2018           | 2       |
| Clash                | Clash Albums of the Year 2018    | 2       |
| Billboard            | 50 Best Albums of 2018           | 7       |

## Wyniki komercyjne
Astroworld zadebiutował jako numer jeden na liście Billboard 200 z 537 000 kopiami, które zawierały 270 000 sprzedanych albumów. Album zdobył drugi co do wielkości "First week" w roku, za albumem Scorpion od Drake'a. W pierwszym tygodniu album odtworzono 349 43 miliona razy, co stanowi piąty pod względem liczby wyświetleń tygodniowo streaming. Po wydaniu wszystkie 17 utworów z albumu weszło do amerykańskiego Billboard Hot 100, w tym "Sicko Mode" (na pozycji czwartej) i "Stargazing" (na pozycji ósmej), co uczyniło Scotta czwartym artystą, którego wiele piosenek zadebiutowało w pierwszej dziesiątce najlepszych albumów na wykresie jednocześnie. W drugim tygodniu album sprzedał się w 205 000 egzemplarzy, pozostając na pierwszym miejscu. 3 grudnia 2018 roku Astroworld powrócił na pierwsze miejsce na liście Billboard 200, sprzedając 71 000 albumów, prawie cztery miesiące po pierwszym wydaniu. Do końca 2018 r. album sprzedał się w ponad 1,985,000 kopiach w samych Stanach Zjednoczonych, z czego ponad 464,000 to kupno stacjonarne, co jest drugim najlepiej sprzedającym się hip-hopowym albumem w sprzedaży stacjonarnej wśród albumów roku, za jedynie Kamikaze Eminema. 31 stycznia 2019 r. Astroworld uzyskał podwójną nagrodę Platinum od stowarzyszenia Recording Industry Association of America (RIAA) z dwoma milionami odpowiedników albumów w Stanach Zjednoczonych.
W Australii Astroworld zadebiutował na ARIA Albums Chart, stając się pierwszym w historii numerem 1.Travisa Scotta na tym wykresie. Dwa utwory "Sicko Mode" (na pozycji siódmej) i "Stargazing" (10) znalazły się w pierwszej dziesiątce ARIA Singles Chart, na której znajduje się zawsze dziesięciu najlepszych raperów w kraju. W Kanadzie Astroworld sprzedał się w 27 000 kopii w pierwszym tygodniu od wydania. Uważany jest za pierwszy numer 1. w Scotta w tym kraju. W drugim tygodniu album sprzedał się w 13 000 ekwiwalentów albumów, co oznaczało drugi prosty tydzień na szczycie listy Billboard Canadian Albums. W Wielkiej Brytanii album zadebiutował na trzecim miejscu na brytyjskiej liście albumów, stając się jednym z pierwszej dziesiątki raperów na liście. Oprócz albumu, trzy utwory "Sicko Mode" (na miejscu dziewiątym), "Stargazing" (15) i "Carousel" (29) znalazły się w pierwszej czterdziestce Singles Chart w Wielkiej Brytanii, podczas gdy singiel "Butterfly Effect" poprzednio osiągnął numer 57 na tym wykresie.

## Personel
Muzycy
- Mike Dean – klawisze (ścieżka 4), gitara (ścieżka 17), syntezator (ścieżka 17)
- Stevie Wonder – harmonijka (ścieżka 5)
- John Mayer – gitara (ścieżki: 8, 11, 13)
- Sheldon Ferguson – gitara (ścieżka 12)
- Nineteen85 – bas (ścieżka 17)
- Isaiah Gage – wiolonczela (ścieżka 17)
- Tim Suby – gitara (ścieżka 17)
- Stephen "Johan" Feigenbaum – smyczki (ścieżka 17)

Technicy
- Mike Dean – mastering (wszystkie ścieżki), mieszanie (tracki 1–13, 16, 17), nagrania (utwór 8)
- Jimmy Cash – asystant inżyniera (tracki 1–13, 16, 17), nagrania (tracki 1, 4, 9–14, 17), mieszanie (tracki 6, 14)
- Jon Sher – asystant inżyniera (tracki 1, 3, 16, 17)
- Ben Sedano – asystant inżyniera (tracki 1, 3, 14, 16, 17)
- Sean Solymor – asystant inżyniera (tracki 1–13, 16, 17)
- Zach Steele – nagrania (tracki 2, 5, 12, 13, 17), mieszanie (track 6)
- Travis Scott – nagrania (tracki 2–4, 7–11, 16), mieszanie (tracki 3–5, 7, 8, 11, 17)
- Skyler McLean – asystant inżyniera (tracki 6, 12, 13)
- Shin Kamiyama – nagrania (track 8)
- Thomas Cullison – asystant inżyniera (track 15)
- Blake Harden – mieszanie (track 15), nagrania (track 15)

## Wykresy

### Tygodniowe wykresy
| Wykres (2018)                                  | Pozycja na liście |
| ---------------------------------------------- | ----------------- |
| Australijskie Albumy (ARIA)                    | 1                 |
| Austriackie Albumy (Ö3 Austria)                | 4                 |
| Belgijskie Albumy (Ultratop Flanders)          | 1                 |
| Belgijskie Albumy (Ultratop Wallonia)          | 2                 |
| Kanadyjskie Albumy (Billboard)                 | 1                 |
| Duńskie Albumy (Hitlisten)                     | 1                 |
| Holenderskie Albumy (Album Top 100)            | 2                 |
| Fińskie Albumy (Suomen virallinen lista)       | 2                 |
| Niemieckie Albumy (Offizielle Top 100)         | 4                 |
| Niemieckie Albumy (Top 20 Hip Hop)             | 1                 |
| Węgierskie Albumy (MAHASZ)                     | 32                |
| Irlandzkie Albumy (IRMA)                       | 2                 |
| Włoskie Albumy (FIMI)                          | 1                 |
| Nowozelandzkie Albumy (RMNZ)                   | 1                 |
| Norweskie Albumy (VG-lista)                    | 1                 |
| Polskie Albumy (OliS – albumy)                 | 17                |
| Portugalskie Albumy AFP)                       | 18                |
| Szkockie Albumy (OCC)                          | 39                |
| Szwedzkie Albumy (Sverigetopplistan)           | 1                 |
| Szwajcarskie Albumy (Schweizer Hitparade)      | 2                 |
| Brytyjskie Albumy (OCC)                        | 3                 |
| Brytyjskie Albumy R&B (OCC)                    | 2                 |
| Amerykański Billboard 200                      | 1                 |
| Amerykański Top R&B/Hip-Hop Albums (Billboard) | 1                 |

## Certyfikaty
| Region                   | Certyfikat         | Certyfikowane jednostki / Sprzedaż |
| ------------------------ | ------------------ | ---------------------------------- |
| Australia (ARIA)         | złota płyta        | 35 000^                            |
| Kanada (Music Canada)    | platynowa płyta    | 80 000^                            |
| Dania (IFPI Denmark)     | platynowa płyta    | 20 000^                            |
| Nowa Zelandia (RMNZ)     | platynowa płyta    | 15 000^                            |
| Polska (ZPAV)            | 4× platynowa płyta | 80 000^                            |
| Wielka Brytania (BPI)    | srebrna płyta      | 60 000^                            |
| Stany Zjednoczone (RIAA) | 4× platynowa płyta | 4 000 000"                         |

^ dane dotyczące przesyłek w oparciu o samą certyfikację

" dane dotyczące sprzedaży i przesyłania strumieniowego w oparciu o samą certyfikację